# Impossible Creatures
Impossible Creatures ist ein Echtzeit-Strategiespiel für Windows von Relic Entertainment. Es greift das Thema Genmanipulation auf. Das Spiel durchbricht ethische Grenzen und simuliert alles als Machbare, im Spiel kämpfen deshalb Tiere direkt aus dem Genetik-Labor. Es wurde 2003 von Microsoft veröffentlicht.

## Handlung
1937 auf einer kleinen Inselkette im Südpazifik. Mit Hilfe von rechtschaffenen und verrückten Wissenschaftlern wie Dr. Ganglion arbeitet der reiche und paranoide Großindustrielle Upton Julius an der Erschaffung einer unbesiegbaren Armee aus genetisch veränderten Tieren. Auf den von der Außenwelt abgeschotteten Inseln sammeln seine Helfershelfer Gen-Proben der heimischen Tierwelt und verbinden mit einer neuen Technologie jeweils zwei Exemplare zu einer neuen, monströsen Kreatur. In der Einzelspielerkampagne sucht der Abenteurer und Kriegsberichterstatter Rex Chance seinen Vater, der für Upton Julius arbeitete, und landet auf der Insel. Die brillante Wissenschaftlerin Lucy Willing rettet ihn in letzter Sekunde vor zwei Mutationen und gemeinsam nehmen sie die Suche nach Rex’ Vater und den Kampf gegen Upton Julius und seine Schergen auf.
Ausgestattet mit einem speziellen Gewehr sammelt Rex Gen-Proben der hiesigen Tierwelt, während Lucy sich um die Beschaffung der beiden notwendigen Ressourcen Kohle und Elektrizität und den Aufbau der wissenschaftlichen Station kümmert. Danach steht das Klonen an. Durch Vermischen zweier verschiedener Gen-Proben im sogenannten „Army Builder“ entsteht eine neue Kreatur, welche die Besonderheiten beider Tiere in sich vereint. Unterschiedliche Kombination der Körperteile verlagern die Schwerpunkte in Bezug auf Angriffs-, Verteidigungs- und anderer Werte oder nutzen spezielle Fähigkeiten. Nimmt der PC-Spiel-Genetiker bei der Kreuzung eines Stachelschweins mit einem Krokodil das Hinterteil des Stachelschweins und den Kopf und Körper des Krokodils, so ergibt sich eine Kreatur mit guten Nahkampfwerten und der speziellen Fähigkeit, Stacheln zu verschießen. 30.000 theoretisch mögliche Kombinationen erlauben das Zusammenstellen ganz individueller Armeen, die eher bizarr ausschauen. Im Multiplayer-Modus führen zwei bis sechs Kontrahenten auf insgesamt 22 Karten ihre Armeen aus jeweils neun selbstgestalteten Kreaturentypen allein oder in Teams gegeneinander ins Feld.

## Resonanz
Der „Creature Combiner“, mit dem tausende verschiedene Kombinationen aus unterschiedlichen Tieren simuliert werden können, spielt im Spiel selbst kaum eine Rolle. Er wird lediglich zur einmaligen Erstellung von „Tier-Armeen“ verwendet. Es gibt eine Fan-Community, die neue Mods für das Spiel entwickelt hat. Eine der Mods erlaubt zum Beispiel mehr als 75 „Creatures“ zu erzeugen.
Spieltester bemängelten, dass das Spiel in vielen Punkten sehr einfach und eher kindgerecht gehalten sei, wodurch es von älteren und erfahreneren Strategiespielern im Allgemeinen nicht als herausfordernd angesehen wird. Zudem ist die Grafikdarstellung relativ einfach gehalten. Darüber hinaus wurde auch die fehlende Langzeitmotivation oft bemängelt was das Erschaffen der Kreaturen betrifft, da sich weiteres Experimentieren nicht lohnt, wenn man einmal eine gute Armee aufgebaut hat.